# 五権国小駅
五権国小駅（ごけんこくしょうえき）は台湾高雄市苓雅区林靖里にある高雄捷運環状軽軌の駅。駅番号はC34。凱旋二路と三多二路の交差点北東側に位置する。

## 歴史
- 2017年2月9日 - 起工[1]。
- 2018年8月22日 - 駅名決定[2][注 1]。
- 2021年1月12日 - 開業[5]。

## 駅構造
相対式ホーム2面2線の地上駅。
| 地上                                       |                                                         |
| 歩道、凱旋二路                             |                                                         |
| 相対式ホーム、右側のドアが開く。簡易改札機 |                                                         |
| 内回り・下り                               | ←■環状軽軌 籬仔内・哈瑪星・鼓山区公所方面（凱旋武昌駅） |
| 外回り・上り                               | →■環状軽軌 凱旋公園方面（衛生局駅）→                    |
| 相対式ホーム、右側のドアが開く。簡易改札機 |                                                         |
| 凱旋二路                                   |                                                         |

## 駅周辺
- 高雄市立五権国民小学（中国語版）
- 高雄市私立三信高級家事商業職業学校
- 林樾大道
- 高雄市長官邸
- YouBike（高雄市公共自転車（中国語版）
  - 國際商工站
  - 五權國小站

## 隣の駅
高雄捷運
■環状軽軌
衛生局駅 C33 - 五権国小駅 C34 - 凱旋武昌駅 C35

### 註釈
1. ↑  計画時の仮称は国際商工で[3]、投票時の候補は凱旋三多、五権国小だった[4]。